# Perfect Day (chanson de Cascada)
Cet article concerne la chanson de Cascada. Pour la chanson de Lou Reed, voir Perfect Day.
Pour les articles homonymes, voir Perfect Day.
Singles de Cascada
Faded
(2008) Evacuate the Dancefloor
(2009)
Perfect Day est un titre du groupe Cascada, figurant sur leur second album Perfect Day sur la version américaine. Le single est sorti uniquement dans les pays d'Amérique du Nord.

## Single
1. Perfect Day (Album Version)
2. Perfect Day (Digital Dog Radio)
3. Perfect Day (Rock Version)
4. Perfect Day (Extended Version)
5. Perfect Day (Digital Dog Club)
6. Perfect Day (Digital Dog Dub)

## Classement des ventes
| Pays (2009)                                     | Meilleure position |
| ----------------------------------------------- | ------------------ |
| États-Unis Billboard Hot Dance Airplay          | 20                 |
| États-Unis DJ Times National Club Charts Top 40 | 4                  |
| États-Unis DDK Dance Crossover Charts Top 50    | 3                  |